# Fauteuils d'orchestre
Fauteuils d'orchestre (titulada Sueños de orquesta en México y República Dominicana, Lo mejor de nuestras vidas en Argentina y Patio de butacas en España y el resto de Hispanoamérica), es una película de comedia dramática y romance francesa estrenada en 2006 dirigida por Danièle Thompson, que coescribió con su hijo, Christopher Thompson. La película se estrenó en el Reino Unido y Australia como Orchestra Seats, y en los Estados Unidos y Canadá de habla inglesa como Avenue Montaigne.

## Sinopsis
Jessica se mudó de su pequeña ciudad borgoñona de Mâcon a París para comenzar una nueva vida, inspirada por su abuela, Madame Roux, quien "siempre amó el lujo". En París, inicialmente tiene problemas para encontrar trabajo y pasa una noche sin techo. Eventualmente consigue un trabajo de camarera en un pequeño café, el Bar des Théâtres, aunque el café, siguiendo la tradición, nunca antes había contratado camareras. El propietario contrata a Jessica solo porque espera grandes multitudes pronto y necesita personal. El café está en un área de París cerca de varios lugares artísticos, incluido el Théâtre des Champs-Élysées y una sala de conciertos, en Avenue Montaigne. Uno de los miembros del personal detrás del escenario del teatro, Claudie, ayuda a darle la bienvenida a Jessica a París. Mientras trabaja en el café, Jessica conoce a varias personas que están lidiando con varias crisis o cambios en la vida:
- Catherine es una actriz que ha sido encasillada por su papel en una popular telenovela y que anhela hacer un trabajo artísticamente más gratificante. Ella alterna entre su telenovela y una producción de una obra de Georges Feydeau, y rara vez tiene tiempo para dormir, excepto en los taxis. Surge una nueva oportunidad cuando el director de cine estadounidense Brian Sobinski llega a París para presentar una nueva película basada en la vida de Simone de Beauvoir .
- Jean-François es un pianista de renombre mundial que no quiere nada más que compartir su forma de tocar con aquellos que menos lo apreciarían y alejarse de los conciertos formales de música clásica. Esto desconcierta a su esposa Valentín, quien también es su mánager, por toda la planificación que ha hecho para su carrera.
- Jacques es un coleccionista de arte que ha decidido vender su colección hacia el final de su vida. Él y su hijo Frédéric tienen una relación un tanto tensa, no ayudada por el hecho de que Jacques está en una relación con Valérie, mucho más joven, con quien el propio Frédéric tuvo una vez una aventura. Frédéric también acaba de separarse de su esposa.

Los tres enfrentan puntos de inflexión cruciales en sus vidas en la misma noche, con Jessica como hilo conductor entre los tres.

## Reparto
- Cécile de France como Jessica
- Valérie Lemercier como Catherine Versen
- Albert Dupontel como Jean-François Lefort
- Claude Brasseur como Jacques Grumberg
- Dani como Claudie
- Christopher Thompson como Frédéric Grumberg
- Laura Morante como Valentín Lefort
- Annelise Hesme como Valerie
- Sydney Pollack como Brian Sobinski
- Françoise Lépine como Magali Garrel
- Guillaume Gallienne como Pascal
- Suzanne Flon como Señora Roux
- Michel Vuillermoz como Félix
- Sabrina Ouazani como Rachida
- Francois Rollin como Marcel
- Daniel Benoin como Daniel Bercoff
- Christian Hecq como Grégoire Bergonhe
- Julia Molkhu como Margot
- Laurent Mouton como Serge
- Marc Rioufol como Claude Mercier

## Referencia de música clásica
El pianista francés François-René Duchâble fue el asesor técnico de música clásica de la película e interpreta las obras para piano solo de la banda sonora. El personaje de Jean-François Lefort en esta película incorpora elementos de las propias actitudes expresadas por Duchâble hacia el mundo de la música clásica. En la película, Jean-François expresa su disgusto por el estrés y la formalidad del mundo de la música clásica, y quiere realizar conciertos para niños y enfermos. Esto se refleja en declaraciones públicas que Duchâble había hecho en años anteriores.

## Reconocimientos
Valérie Lemercier recibió un premio César a la mejor actriz de reparto por su interpretación. La película fue nominada a otros cuatro Césars y también recibió una nominación en la lista de finalistas para un Premio de la Academia a la Mejor Película Extranjera. La película está dedicada a Suzanne Flon (Madame Roux en el elenco), quien murió después de que se completó la película.